# Tapirus augustus
Tapirus augustus és una espècie extinta de mamífer perissodàctil de la família dels tapírids que habitava Àsia. Visqué al sud de la Xina, el Vietnam, Laos i, possiblement, Taiwan, Java i Borneo. L'espècie ha estat registrada en el Plistocè mitjà i el Plistocè superior. La hipòtesi segons la qual hauria sobreviscut fins a l'Holocè es basa en proves dubtoses. Era més gros que qualsevol tapir vivent, amb un pes estimat d'uns 623 kg. Anteriorment era classificat en el seu propi gènere, Megatapirus, però avui en dia és situat en el si de Tapirus.